# Paratheocris
Paratheocris – rodzaj chrząszczy z rodziny kózkowatych i podrodziny zgrzypikowych. 

## Zasięg występowania
Przedstawiciele tego rodzaju występują w Afryce Zachodniej i Środkowej w Wybrzeżu Kości Słoniowej, Kamerunie Gabonie i Demokratycznej Republice Konga.

## Systematyka
Do Paratheocris należy 7 gatunków:
- Paratheocris haltica
- Paratheocris lunulata
- Paratheocris mimetica
- Paratheocris obliqua
- Paratheocris olivacea
- Paratheocris similis
- Paratheocris viridis